# Pallavolo agli VIII Giochi panamericani - Torneo femminile
Il VII campionato di pallavolo femminile ai Giochi panamericani si è svolto dal 4 al 12 luglio 1979 a Caguas, a Porto Rico, durante gli VIII Giochi panamericani. Al torneo hanno partecipato 8 squadre nazionali nordamericane e sudamericane e la vittoria finale è andata par la terza volta consecutiva a Cuba.

## Squadre partecipanti
| - Brasile - Canada - Cuba - Messico - Perù - Porto Rico - Rep. Dominicana - Stati Uniti |

## Classifica finale
| Classifica | Squadre         |
| ---------- | --------------- |
|            | Cuba            |
|            | Perù            |
|            | Brasile         |
| 4          | Stati Uniti     |
| 5          | Messico         |
| 6          | Canada          |
| 7          | Rep. Dominicana |
| 8          | Porto Rico      |